# E.B. White
Elwyn Brooks "E.B." White (Mount Vernon (New York), 11 juli 1899 – Brooklin (Maine), 1 oktober 1985) was een Amerikaans publicist, essayist en schrijver.

## Leven en werk
White werd geboren als zoon van een pianohandelaar en studeerde kunstgeschiedenis aan de Cornell-universiteit te New York. Na zijn studie werd hij journalist en redacteur bij diverse bladen en kranten, vanaf 1925 bij het bekende tijdschrift The New Yorker, waar hij naam maakte met uiterst gevarieerde essays, satirische bijdragen en commentaren.
White had ook veel succes als schrijver, voor volwassenen (onder andere schreef hij het freudiaans-satirische Is Sex Necessary? Or, Why You Feel the Way You Do, 1929), maar vooral als auteur van kinderboeken. Het meest bekend zijn Charlotte's Web (1952, over de vriendschap tussen een varkentje en een spin op een boerderij) en Stuart Little (1945, over een muisje geboren uit menselijke ouders).  Charlotte’s Web (1973) en Stuart Little (2000) werden beide succesvol verfilmd.
White kreeg in 1978 de Pulitzerprijs voor zijn volledige oeuvre. Hij overleed in zijn eigen huis na een lange strijd tegen de ziekte van Alzheimer.